# Radoľa
Radoľa (bis 1973 slowakisch „Radola“; ungarisch Radola) ist eine Gemeinde im Nordwesten der Slowakei mit 1533 Einwohnern (Stand 31. Dezember 2024) und liegt im Okres Kysucké Nové Mesto, einem Kreis des Žilinský kraj.

## Geographie

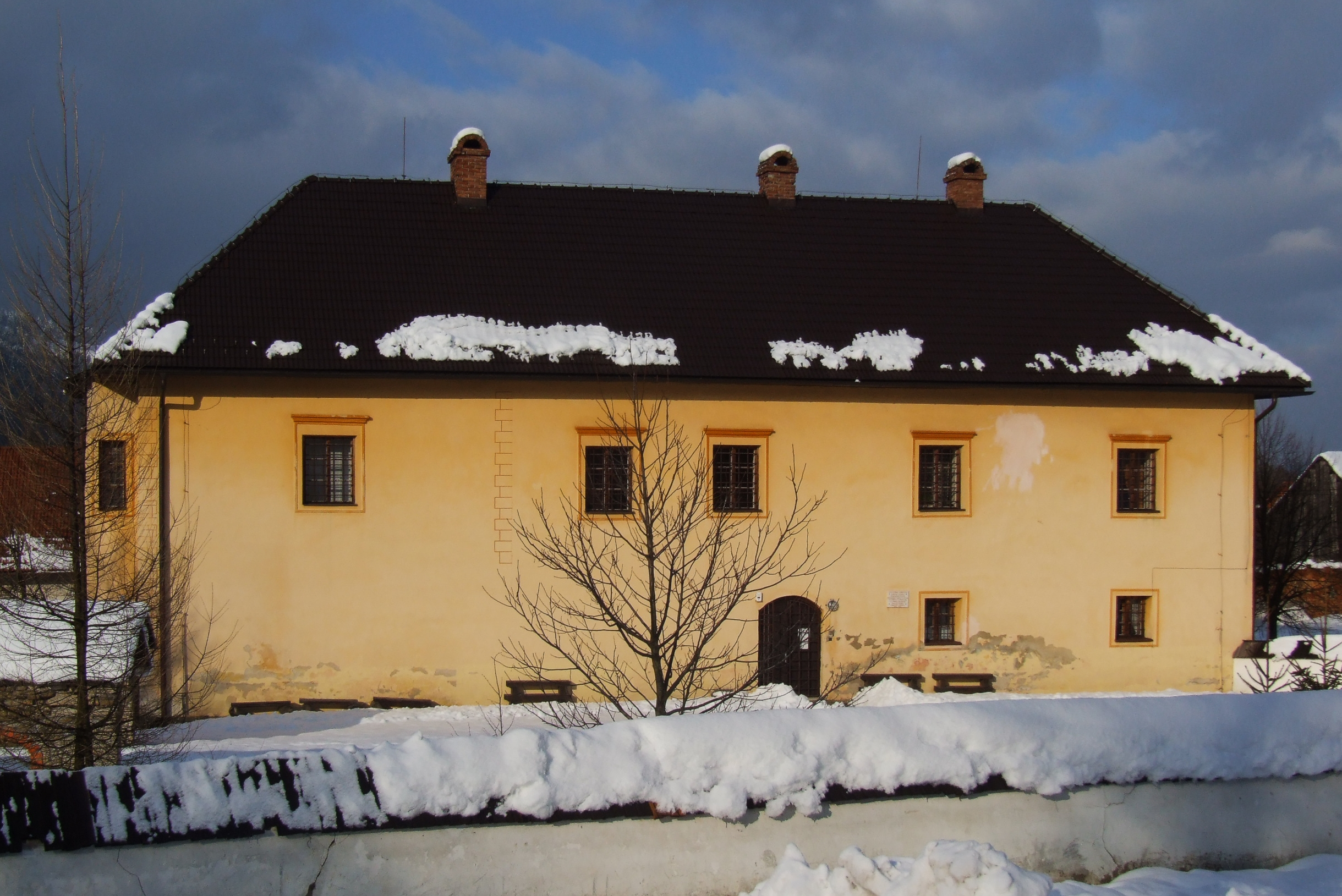
Landschloss in Radoľa

Die Gemeinde befindet sich in der traditionellen Landschaft Kysuce etwa 10 Kilometer nördlich von Žilina und zwei Kilometer südöstlich von Kysucké Nové Mesto. Durch den Ort fließt der Bach Vadičovský potok, der unmittelbar am unteren Ende in die Kysuca mündet. Die umliegende Landschaft ist durch das Bergland Kysucká vrchovina sowie das Gebirge Javorníky weiter westlich geprägt.

## Geschichte
Im Ort ist die älteste Pfarrei der Landschaft Kysuce nachgewiesen, mit der ersten Erwähnung im Jahr 1332.
In den Jahren 1973–1993 war Radoľa ein Teil von Kysucké Nové Mesto.

## Bevölkerung
| Jahr                | 1994 | 2004    | 2014    | 2024    |
| ------------------- | ---- | ------- | ------- | ------- |
| Anzahl der Personen | 1342 | 1372    | 1459    | 1533    |
| Unterschied         |      | +2,23 % | +6,34 % | +5,07 % |

| Jahr                | 2023 | 2024    |
| ------------------- | ---- | ------- |
| Anzahl der Personen | 1543 | 1533    |
| Unterschied         |      | −0,64 % |

Ergebnisse nach der Volkszählung 2001 (1332 Einwohner):
| Nach Ethnie: - 98,95 % Slowaken - 0,53 % Tschechen - 0,08 % Deutsche | Nach Konfession: - 94,82 % römisch-katholisch - 2,40 % konfessionslos - 1,65 % keine Angabe - 0,68 % evangelisch |